# العلاقات الهندية الجامايكية
العلاقات الهندية الجامايكية هي العلاقات الثنائية التي تجمع بين الهند وجامايكا.

## مقارنة بين البلدين
هذه مقارنة عامة ومرجعية للدولتين:
| وجه المقارنة                                              | الهند                       | جامايكا       |
| --------------------------------------------------------- | --------------------------- | ------------- |
| المساحة (كم2)                                             | 3.29 مليون                  | 10.99 ألف     |
| عدد السكان (نسمة)                                         | 1.35 مليار                  | 2.95 مليون    |
| الكثافة السكانية (ن./كم²)                                 | 410.33                      | 268.43        |
| العاصمة                                                   | نيودلهي                     | كينغستون      |
| اللغة الرسمية                                             | اللغة الهندية، لغة إنجليزية | لغة إنجليزية  |
| العملة                                                    | روبية هندية                 | دولار جامايكي |
| الناتج المحلي الإجمالي (بليون دولار)                      | 2.60 تريليون                | 14.77 مليار   |
| الناتج المحلي الإجمالي (تعادل القوة الشرائية) بليون دولار | 8.00 تريليون                | 24.79 مليار   |
| الناتج المحلي الإجمالي الاسمي للفرد دولار أمريكي          | 1.60 ألف                    | 5.23 ألف      |
| الناتج المحلي الإجمالي للفرد دولار أمريكي                 | 5.70 ألف                    | 8.88 ألف      |
| مؤشر التنمية البشرية                                      | 0.609                       | 0.719         |
| رمز المكالمات الدولي                                      | +91                         | +1876         |
| رمز الإنترنت                                              | .in، .भारत ‏، .بھارت ‏،        | .jm           |
| المنطقة الزمنية                                           | ت ع م+05:30، توقيت الهند    | 00            |

## منظمات دولية مشتركة
يشترك البلدان في عضوية مجموعة من المنظمات الدولية، منها:
| علم المنظمة | اسم المنظمة                        | تاريخ انضمام الهند | تاريخ انضمام جامايكا |
| ----------- | ---------------------------------- | ------------------ | -------------------- |
|             | يونسكو                             | 4 نوفمبر 1946      | 7 نوفمبر 1962        |
|             | مؤسسة التمويل الدولية              | 20 يوليو 1956      | 31 مارس 1964         |
|             | منظمة حظر الأسلحة الكيميائية       | ?                  | ?                    |
|             | منظمة التجارة العالمية             | 1995               | ?                    |
|             | وكالة ضمان الاستثمار متعدد الأطراف | 6 يناير 1994       | 12 أبريل 1988        |
|             | الاتحاد البريدي العالمي            | ?                  | ?                    |
|             | الاتحاد الدولي للاتصالات           | 1869               | 18 فبراير 1963       |
|             | منظمة الشرطة الجنائية الدولية      | ?                  | ?                    |
|             | الأمم المتحدة                      | 30 أكتوبر 1945     | 18 سبتمبر 1962       |
|             | البنك الدولي للإنشاء والتعمير      | 27 ديسمبر 1945     | 21 فبراير 1963       |
|             | المنظمة الهيدروغرافية الدولية      | ?                  | ?                    |
|             | دول الكومنولث                      | 15 أغسطس 1947      | ?                    |

## أعلام
هذه قائمة لبعض الشخصيات التي تربطها علاقات بالبلدين:
- ديانا كينغ (موسيقية جمايكية، 8 نوفمبر 1970[21] – )
- ستيوارت هال (3 فبراير 1932[22][23] – 10 فبراير 2014[22][23][24])

## وصلات خارجية
- موقع وزارة الخارجية الهندية
- موقع وزارة الخارجية الجامايكية